# Похитонов, Даниил Ильич
Даниил Ильич Похитонов (1878—1957) — дирижёр Мариинского театра, профессор Ленинградской консерватории. Народный артист РСФСР (1957).

## Биография
Родился в Финляндии в посёлке Райвола (ныне — пос. Рощино Ленинградской области), где его отец в 1870-х годах служил бухгалтером на чугунолитейном заводе. Окончил Райволовскую сельскую школу, в 1905 — Петербургскую консерваторию по классу фортепиано у С. Ф. Цурмюлен, по теории композиции и инструментовки — у А. К. Лядова, А. К. Глазунова и Н. А. Римского-Корсакова. С 1905 — пианист-концертмейстер и хормейстер, с 1909 по 1956 — дирижёр Мариинского театра, а с 1918 по 1932 также Малого оперного театра. Профессор Ленинградской консерватории с 1939. В 1919 и с 1938 по 1941 преподавал классы оперного ансамбля и дирижирование духовым оркестром. Блестящий знаток оперного репертуара, обладал прекрасной техникой, безупречно точно воспроизводил партитуры. Как аккомпаниатор он обладал тонким чувством ансамбля. Выступал преимущественно в классическом репертуаре. Начало работы в Мариинском театре было скромным, но там он получил великолепную школу, работая сначала пианистом-концертмейстером, а затем хормейстером.
За пульт Мариинского театра его привёл обычный случай: заболел Ф. Блуменфельд и нужно было провести спектакль вместо него. Это произошло в 1909 году — дебютом стала «Снегурочка» Римского-Корсакова. На большое дирижёрское будущее Похитонова благословил сам Э.Направник.
Важную роль в творческом становлении музыканта сыграло гастрольное выступление в Москве, где он продирижировал в 1912 году «Хованщиной» с участием Шаляпина. Знаменитый певец был очень доволен работой дирижёра и в дальнейшем с удовольствием пел в постановках, руководимых Похитоновым. Список «шаляпинских» спектаклей Даниила Ильича весьма обширен: «Борис Годунов», «Псковитянка», «Русалка», «Юдифь», «Вражья сила», «Моцарт и Сальери», «Севильский цирюльник».
В качестве хормейтера, Похитонов принял участие в гастролях русской оперы в Париже и Лондоне 1913 г. Шаляпин пел здесь в «Борисе Годунове», «Хованщине» и «Псковитянке». Позднее, когда фирма «Пишущий амур» сделала несколько записей Шаляпина, Похитонов был партнером великого певца.
К советам опытного концертмейстера и дирижёра всегда внимательно прислушивались многие певцы, среди которых Л. Собинов, И. Ершов, И. Алчевский.

## Семья
- Отец — Илья Данилович Похитонов.
- Мать — Елизавета Семёновна Похитонова.
- Пять братьев.

## Первые учителя
- сельский учитель П. И. Травин,
- сельский учитель И. В. Орнатский,
- священник Гавриил Розанов,
- псаломщик С. А. Каменев,
- вдова дьякона Оболенского — Анастасия Ивановна Оболенская.

## Оперные постановки
- «Хованщина» (1912, 1926, 1944)
- «Севильский цирюльник» (1916, 1924)
- «Евгений Онегин»
- «Фенелла» Д. Обера
- «Мефистофель» Бойто (1918).
- «Вражья сила» (1920)
- «Юдифь» (1925) А. Серова
- «Лоэнгрин» (1923);
- «В борьбе за коммуну» (на муз. оперы Пуччини «Тоска» (1924),
- «Паяцы» (1929),
- «Сказка о царе Салтане» (1930),
- «Лакме» (1931),
- «Псковитянка» (1933);
- «Дубровский» Э. Направника (1947),
- «Кармен» (1948).

## Сочинения
- «Из прошлого русской оперы». Л., 1949.